# Гыдоямский район
Гыдоямский район был образован 10 августа 1944 года в Ямало-Ненецком национальном округе Омской области из Гыдоямского и Таранского сельсоветов, ранее входивших в состав Тазовского района.
14 августа 1944 г. передан вместе с округом в Тюменскую область.
Упразднён 4 июня 1946 года Территория вошла в состав Тазовского района Тюменской области.